# Université de Kanagawa
L'université de Kanagawa (神奈川大学, Kanagawa daigaku) est une université privée japonaise située à Yokohama dans la préfecture de Kanagawa.

## Historique
En 1928, Yoshimori Yoneda fonde l'académie Yokohama (Yokohama gakuin), qui est renommée en collège Yokohama en 1929. C'est en 1949, dans le cadre de la réforme de l'éducation lors de l'occupation du Japon, que l'établissement prend son nom définitif d'université de Kanagawa.

## Composantes
L'université se compose de sept facultés undergraduate : droit, économie, administration des affaires, langues étrangères, sciences humaines, sciences et ingénierie. Il s'y ajoute huit graduate schools : droit, économie, administration des affaires, langues étrangères, sciences humaines, sciences, ingénierie, histoire et études du folklore, plus une école de droit.

## Personnalités liées

### Étudiants
- Yūhei Satō, gouverneur de la préfecture de Fukushima
- Nobuo Uematsu, les jeux vidéo musicien Final Fantasy Square Enix.
- Lynn Okamoto, mangaka auteur de Gokukoku no Brynhildr, Elfen Lied.